# Distretto di Sinazongwe
Il distretto di Sinazongwe è un distretto dello Zambia, parte della Provincia Meridionale.
Il distretto comprende 14 ward:
- Maamba
- Mabinga
- Malima
- Muchekwa
- Muuka
- Mweemba
- Mweenda
- Mweezya
- Nkamdabwe
- Namazambwe
- Nang'ombe
- Sinazongwe
- Sinenge
- Tekelo